# Partit Junts (Polònia)
El Partit Junts (en polonès Partia Razem), coneguts simplement com a Junts, és un partit de centreesquerra de Polònia.

## Història
Razem es va fundar com a resposta a l'intent infructuós de crear una aliança d'esquerres durant les eleccions presidencials de 2015, a més de la insatisfacció amb el paper de l'Aliança de l'Esquerra Democràtica. Molts dels fundadors eren anteriorment activistes en els Joves Socialistes, Els Verds o iniciatives locals, inclosa Cracòvia contra els Jocs.
Es va presentar en solitari a les eleccions de 2015, obtenint el 3.6%, per sota del llindar del 5% per obtenir escons al parlament. No obstant això, després d'haver assolit el llindar del 3%, el partit va rebre subvencions estatals per a la seva campanya electoral.
Al 2016 el partit va participar de diverses protestes en defensa de l'avortament, incrementant el seu prestigi, el que portaria a diverses revistes internacionals com Foreign Policy o Forbes a incloure els seus líders en les llistes anuals de personatges polítics influents, com Agnieszka Dziemianowicz-Bąk o Marcelina Zawisza.
Tanmateix, al 2016 inicien una estreta col·laboració amb el projecte DiEM25 de Ianis Varufakis, el qual donaria suport al partit per a les eleccions europees de 2019. En aquestes, Razem descartaria participar de l'aliança Primavera i impulsaria la seva pròpia coalició anomenada Esquerra Junta, que obtindria el 1,24% dels vots totals, per tant no va passar el llindar del 5% i no va guanyar cap escó.
Al mateix any, Razem debatria intensament la seva participació en L'Esquerra, en la qual hi participava l'Aliança de l'Esquerra Democràtica i la coalició Primavera amb els quals havien descartat participar-hi a les europees. El partit finalment va aprovar formar-hi part, el que provocaria una crisi interna i l'escissió d'una part dels membres disconformes. A les eleccions, Razem obtindria 6 escons dels 49 totals de la coalició.
Al 2022, el partit finalitzaria la seva col·laboració amb DiEM25, considerant la seva "manca de declaració inequívoca de reconeixement de la sobirania d'Ucraïna i la condemna absoluta de l'imperialisme rus" durant la invasió russa d'Ucraïna el 2022.
A les eleccions de 2023, el partit mantindria la seva aposta en l'aliança de L'Esquerra, amb els quals obtindrien set escons dels 26 totals. Tanmateix, durant la legislatura les contradiccions i diferències entorn el pacte de govern van provocar la sortida de Razem de L'Esquerra després d'una consulta interna on la militància ho va aprovar amb el 54% dels vots. Per altra banda, tres diputades i les dues senadores del partit van abandonar Razem mantenint-se en la coalició.

## Resultats electorals

### Sejm
| Any  | Vots            | %               | Escons  | +/− | Govern             |
| ---- | --------------- | --------------- | ------- | --- | ------------------ |
| 2015 | 550,349         | 3.62 (#8)       | 0 / 460 | Nou | Extraparlamentari  |
| 2019 | Dins L'Esquerra | Dins L'Esquerra | 6 / 460 | 6   | Oposició           |
| 2023 | Dins L'Esquerra | Dins L'Esquerra | 7 / 460 | 1   | Coalició (2023-24) |
| 2023 | Dins L'Esquerra | Dins L'Esquerra | 7 / 460 | 1   | Oposició (2024-)   |

### Senat
| Any  | Vots            | %               | Escons  | +/− |
| ---- | --------------- | --------------- | ------- | --- |
| 2023 | Dins L'Esquerra | Dins L'Esquerra | 2 / 100 | Nou |